# Rubikon (skupina)
Rubikon je skupina předních českých sklářských výtvarníků, kterou roku 1998 založil kurátor expozice České sklo na pardubickém zámku Ivo Křen, autor v současnosti nejrozsáhlejší prezentace vývoje moderní ateliérové sklářské tvorby v ČR.

## Členové
- Bohumil Eliáš st.(1937–2005), malíř a sklářský výtvarník
- Bohumil Eliáš jr.(* 1980), sochař a sklářský výtvarník
- Jan Exnar, malíř a sklářský výtvarník
- Ivo Křen, grafik, designér a kurátor
- Jaroslav Matouš, malíř a sklářský výtvarník
- Jaromír Rybák, malíř, sklářský výtvarník, šperkař
- Marian Volráb, sklářský výtvarník, pedagog

### Společné výstavy
- 2000 Galerie Prager Kabinett, Salzburg, AUT
- 2001 The Journey to the Centre of the Earth, Reykjavik Art Museum
- 2002 Dny české kultury, Drammen’s Theater og Kulturhus, Drammen

Bayerisch – Böhmische Kulturtage, Neues Rathaus, Weiden in der Oberpfalz
Cesta do středu Země, Výstavní síň Mánes, Praha
- 2003 Czech Artists to the enlarged Europe, Brussels

Verrerie tchéque – le groupe RUBIKON, l´Eglise Sainte-Eugénie, Biarritz
Gruppe RUBIKON – Studio-Glas, Malerei, Graphik, Kunstverein Talstrasse, Halle
- 2004 Galerie Václava Špály, Praha
- 2005 Museo di Arte Sacra S. Giusto,

Galerie Diamant, Praha
- 2008 Zámek Bezdružice, Krajská galerie výtvarného umění ve Zlíně
- 2009 Figura, Galerie Diamant, Praha

Krajina s Rubikonem, Zámek Bezdružice
Galerie Aspekt, Brno
- 2011 Neues Rathaus, Weiden in der Oberpfalz
- 2012 Glasgalerie Eliška Stölting, Hittfeld
- 2013 České ateliérové sklo – skupina Rubikon, Talstrasse e.V., Halle

Gruppe RUBIKON – Studio-Glas, Malerei, Graphik, Kunstverein Talstrasse, Halle